# Ausztriai forgalmi rendszámok

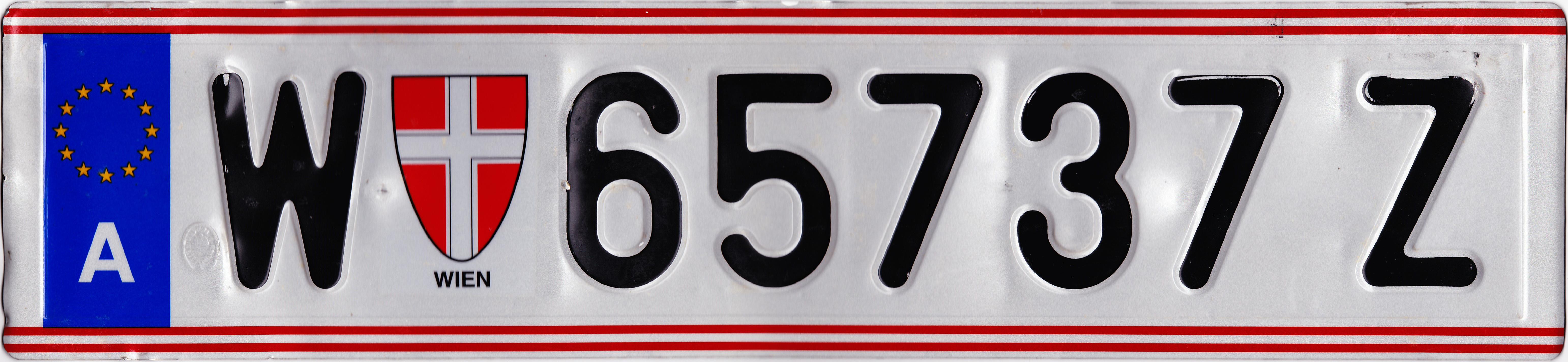
Jelenlegi (2002-tól érvényes) osztrák forgalmi rendszám

Ez a szócikk az ausztriai forgalmi rendszámok formátumairól és történetéről szól.

## Jelenlegi rendszámok

### Típusai
- A – normál méret (európai szabvány: 520 mm * 110 mm), de a piros-fehér-piros csík miatt mégsem felel meg az EU szabványnak, mert így  520 mm * 120 mm
- D – matrica, csak előre (európai szabvány: 520 mm * 110 mm)

### 1990-es sorozat

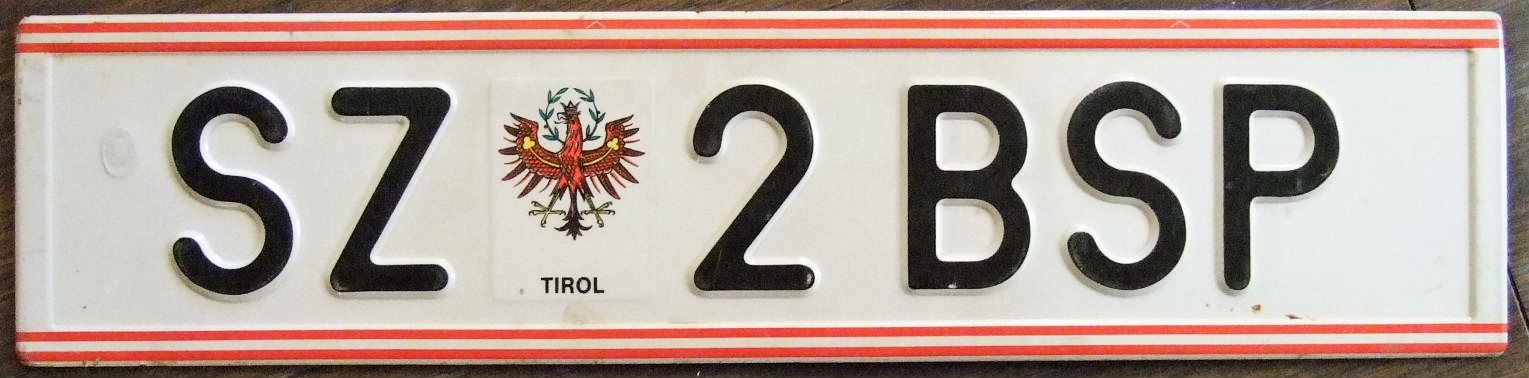
1990-es sorozat
SZ = Schwazi járás

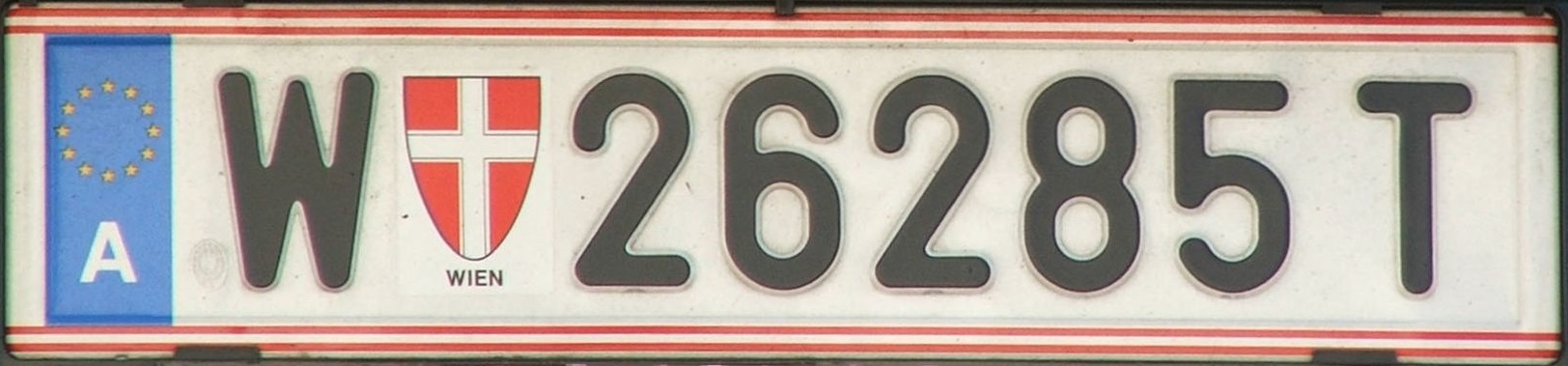
2002-es sorozat
W = Bécs

1990-től az osztrák forgalmi rendszámok általános formája a következő volt: XX 111-YY, amelyben XX a járások (Bezirk) kódja, 111 egy háromjegyű szám, YY pedig két betű, amelyeket ábécésorrendben osztottak ki. Bécs esetében a rendszámok kicsit eltértek a megszokott kombinációtól, általános formájuk a következő volt: X 11111 Y vagy X 1111 YY, amelyben X a város: Bécs kódja, 11111, 1111 egy öt- vagy négyjegyű szám, az YY, Y pedig két vagy egy betű, amelyeket ábécésorrendben osztottak ki.

### 2002-es sorozat
Ausztria 1995. január 1-jén két másik állammal együtt csatlakozott az Európai Unióhoz (EU). Azóta kétféle rendszám hivatalos: az egyik a sima EU-s jel nélkül, a másik az Európai Unió zászlajával.

### Területi betűkódok
Az osztrák rendszámokon területalapú jelölést használnak.
Az osztrák forgalmi rendszámok első két betűjele általánosan egy területalapú betűkód. Ezek egy-egy járást (Bezirk) vagy várost (Stadt) jelölnek. (Az egybetűs városok továbbá tartományi székhelyet töltenek be. Zárójelben a német név szerepel.) Érdekesség, hogy a területalapú betűkódot az adott járást magába foglaló tartományi címer követi, ez követően pedig a három-öt szám és egy-két betűből álló, tetszőleges kombinációból áll az osztrák rendszámok jelenleg használt verziója.
Ugyanakkor a szövetségi (pl. kormányzati szervek, a rendőrség szövetségi és a katonaság polgári járműveinek) rendszámain a tartományi címer helyett az osztrák szövetségi címer látható.
Továbbá vannak esetek, amikor egyes állami szervek címere látható a rendszámtáblákon.

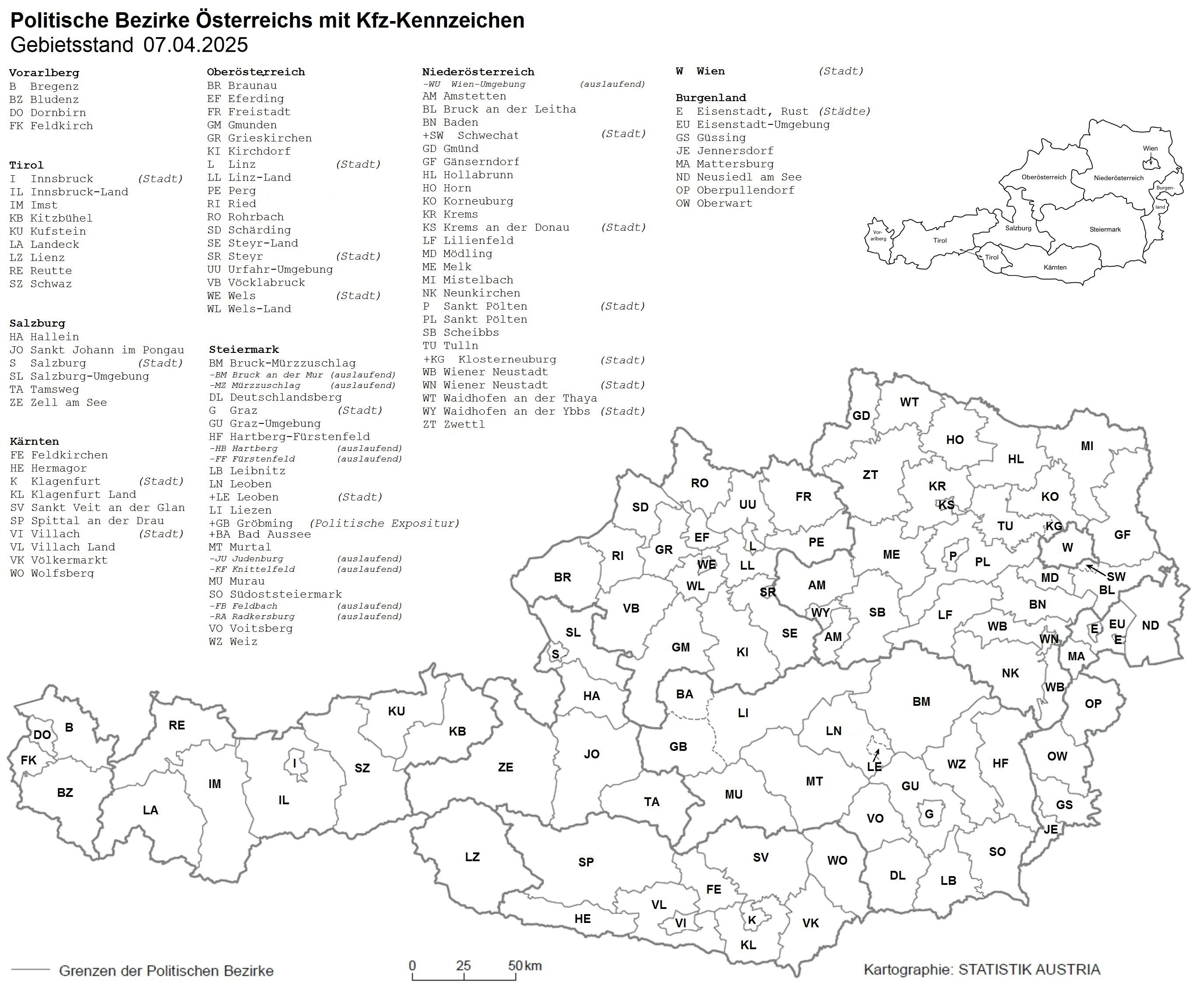
Az osztrák forgalmi rendszámok betűkódjai a járások fekvése szerint

Az egyes betű és címerkombinációk a következők:
A
- A  az állami apparátus legfölsőbb rétege használja
  - Szövetségi elnök
  - Nemzeti Tanács elnöke
  - Szövetségi Tanács elnöke
  - A szövetségi kormány tagjai: pl. Szövetségi kancellár, miniszterek
    - Államtitkárok

  - Obudsmani testület tagja
  - A Számvevőszék, az Alkotmánybíróság és a Közigazgatási Bíróság, valamint a Legfelsőbb Bíróság elnökei vagy alelnökei
- AM  Amstetteni járás

B
- B  Bregenzi járás
- B  Burgenland tartomány
  - A tartomány legfölsőbb tisztségviselőinek hivatali járművei esetében
- BD  Bundesbusdienst 
  - A szövetségi autóbuszbuszhivatal 1997-es feloszlatása óta, fokozatosan megszűnt; 2008-tól ismételten postai buszokhoz rendelve.
- BD - Burgenland tartomány diplomáciai testülete
- BH  Osztrák Szövetségi Hadsereg (Bundesheer)
- BK - Burgenland tartomány konzuli testülete
- BL  Lajtabrucki járás (Bruck an der Leitha)
- BM  Bruck-Mürzzuschlagi járás
- BP  Osztrák Szövetségi Rendőrség (Bundespolizei)
- BN  Badeni járás
- BR  Braunau-i járás
- BZ  Bludenzi járás

D
- DL  Deutschlandsbergi járás
- DO  Dornbirni járás

E
- E  Kismarton város (Eisenstadt)
  - Kismarton és Ruszt városa
- EF  Eferdingi járás
- EU  Kismartoni járás (Eisenstadt-Umgebung)

F
- FE  Feldkircheni járás
- FK  Feldkirchi járás
- FR  Freistadti járás
- FV  Pénzügyőrség (Finanzverwaltung)
  - 2005-től. Előtte ZW Határőrség (Zollwache) szervezetében működött.
- FV Tűzoltóság (Feuerwehr)
  - 2020-tól. Előtte a területi jelölés volt használatban.

G
- G  Graz város
- GB  Gröbmingi kirendeltség
  - A terület a Liezeni járáshoz tartozik, de önálló terülkóddal rendelkezik. Expositur
- GD  Gmündi járás
- GF  Gänserndorfi járás
- GM  Gmundeni járás
- GR  Grieskircheni járás
- GS  Németújvári járás (Güssing)
- GU  Graz-környéki járás (Graz-Umgebung)

H
- HA  Halleini járás
- HE  Hermagori járás
- HF  Hartberg-Fürstenfeldi járás
- HL  Hollabrunni járás
- HO  Horni járás

I
- I  Innsbruck város
- IL  Innsbrucki járás (Innsbruck-Land)
- IM  Imsti járás

J
- JE  Gyanafalvi járás (Jennersdorf)
- JO  Sankt Johann im Pongau járás
- JW  Büntetésvégrehajtás (Justizwache)

K
- K 
  - Klagenfurt am Wörthersee város
  - Karintia tartomány
- KB  Kitzbüheli járás
- KD - Karintia tartomány diplomáciai testülete
- KG  Klosterneuburg város
- KI  Kirchdorf-i járás
- KK - Karintia tartomány konzuli testülete
- KL  Klagenfurtvidéki járás (Klagenfurt-Land)
- KO  Korneuburgi járás
- KR  Kremsvidéki járás (Krems-Land)
- KS  Krems an der Donau város
- KU  Kufsteini járás

L
- L  Linz város
- LA  Landecki járás
- LB  Leibnitzi járás
- LD - Felső-Ausztria tartomány diplomáciai testülete
- LE  Leoben város
- LF  Lilienfeldi járás
- LI  Liezeni járás
- LK - Felső-Ausztria tartomány konzuli testülete
- LL  Linzvidéki járás (Linz-Land)
- LN  Leobeni járás (Leoben-Land)
- LZ  Lienzi járás

M
- MA  Nagymartoni járás (Mattersburg)
- MD  Mödlingi járás
- ME  Melki járás
- MI  Mistelbachi járás
- MT  Murtali járás
- MU  Muraui járás

N
- N  Alsó-Ausztria (Niederösterreich) tartomány
- ND  Nezsideri járás (Neusiedl am See)
- ND - Alsó-Ausztria tartomány diplomáciai testülete
- NK  Neunkircheni járás
- NK - Alsó-Ausztria tartomány konzuli testülete

O
- O  Felső-Ausztria (Oberösterreich) tartomány
- OP  Felsőpulyai járás (Oberpullendorf)
- OW  Felsőőri járás (Oberwart)

P
- P  Sankt Pölten város
- PE  Pergi járás
- PL  Sankt Pölten járás (Sankt Pölten-Land)
- PT Osztrák Posta (Österreichische Post)
  - 1996-ig Osztrák Posta és Távirati Igazgatóság (Post- und Telegraphenverwaltung)

R
- RE  Reuttei járás
- RI  Riedi járás
- RO  Rohrbachi járás

S
- S 
  - Salzburg város
  - Salzburg tartomány
- SB  Scheibbs-i járás
- SD  Schärdingi járás
- SD - Salzburg tartomány diplomáciai testülete
- SE  Steyrvidéki járás (Steyr-Land)
- SK - Salzburg tartomány konzuli testülete
- SL  Salzburg-környéki járás
- SO  Südoststeiermarki járás
- SP  Spittal an der Drau-i járás
- SR  Steyr város
- ST  Stájerország (Steinmark) tartomány
- SV  Sankt Veit an der Glan-i járás
- SW  Schwechat város
- SZ  Schwazi járás

T
- T  Tirol  tartomány
- TA  Tamswegi járás
- TD - Tirol tartomány diplomáciai testülete
- TK - Tirol tartomány konzuli testülete
- TU  Tullni járás
  - kivétel Klosterneuburg városa

U
- UU  Urfahrkörnyéki járás (Urfahr-Umgebung)

V
- V  Vorarlberg  tartomány
- VB  Vöcklabrucki járás
- VD - Vorarlberg tartomány diplomáciai testülete
- VI  Villach város
- VK  Völkermarkti járás
- VK - Vorarlberg tartomány konzuli testülete
- VL  Villachvidéki járás (Villach-Land)
- VO  Voitsbergi járás

W
- W  Bécs város (Wien)
- WB  Bécsújhelyvidéki járás (Wiener Neustadt-Land)
- WD - Bécs diplomáciai testülete
- WE  Wels város
- WK - Bécs  konzuli testülete
- WL  Welsvidéki járás (Wels-Land)
- WN  Bécsújhely város (Wiener Neustadt)
- WO  Wolfsbergi járás
- WT  Waidhofen an der Thaya-i járás
- WY  Waidhofen an der Ybbs város
- WZ  Weizi járás

Z
- ZE  Zell am See-i járás
- ZT  Zwettli járás

#### Megszűnt betűkódok
- BA  Bad Aussee-i járás
  - 2012. június 30-ig, majd megszűnt a rendszámkiadás. A liezeni járásba olvad, innentől LI kóddal adnak ki rendszámokat.
- BB  Osztrák Szövetségi Vasutak (Österreichische Bundesbahnen)
  - 2004-ben megszűnt, helyette bécsi  kóddal adnak ki rendszámokat BB jelöléssel a végén pl. W 1234 BB.
- BG  Szövetségi Csendőrség (Bundesgendarmerie)
  - 2005. július 1-e óta megszűnt. A Csendőrség beolvadt a Rendőrség szervezetébe.
- BM  Bruck an der Mur-i járás
  - 2013. június 30-ig, ekkor egyesítették Mürzzuschlaggal.
- FE  Feldbachi járás
  - 2013. június 30-ig, ekkor egyesítették Bad Radkersburggal és új kódot kapott: SO (lásd ott!)
- FF  Fölöstömi járás (Fürstenfeld)
  - 2013. június 30-ig, ekkor egyesítették Hartberggel és új kódot kapott: HF (lásd ott!)
- HB  Hartbergi járás
  - 2013. június 30-ig, majd megszűnt. Ekkor egyesítették Fürstenfelddel és új kódot kapott: HF (lásd ott!)
- JU  Judenburgi járás
  - 2013. június 30-ig, ekkor egyesítették Knittelfelddel és új kódot kapott: MT (lásd ott!)
- KF  Knittelfeldi járás
  - 2013. június 30-ig, ekkor egyesítették Judenburggal és új kódot kapott: MT (lásd ott!)
- MZ  Mürzzuschlagi járás
  - 2013. június 30-ig, ekkor egyesítették Bruck an der Murral és új kódot kapott: BM (lásd ott!)
- RA  Radkersburgi járás
  - 2013. június 30-ig, ekkor egyesítették Feldbachhal és új kódot kapott: SO (lásd ott!)
- WU  Bécskörnyéki járás
  - 2017. január 1-től megszűnt a járás. Ekkor fölosztották BL,KO,PL,TU (lásd ott!)
- ZW  Határőrség (Zollwache)
  - 2005-ben megszűnt. A Határőrség beolvadt a Pénzügyőrség szervezetébe.

### Rendszámfajták
Jelmagyarázat
- A – tetszőleges betű (latin ábécé)
- 9 – tetszőleges szám
- T – Területi betűkód
- D – évszám
- # – betű vagy szám
- & - címer
- aláhúzás – fix karakterek

| Betűkombináció | Leírás | Kép |
| -------------- | --- | --- |
| TT&### ##(#)   | Normál rendszámtáblák. A rendszám bal szélén egy 40 mm széles függőleges kék sávban felül az Európai Unió zászlaja, alatta fehér színnel és a sima felületű (tehát nem domború) A-betű felirat is megtalálható. A rendszám formátuma: egy, vagy két területjelölő, és/vagy státuszjelölő betű, majd állami, vagy tartományi címer (attól függően, az adott terület melyik tartományban fekszik) és öt (Bécs estében hat) jegyű karaktersor, amely számokból és betűkből is állhatnak pl. TT 999 AA. A rendszám alsó és felső karéja az osztrák zászlót idéző sávok alkotják, ettől a rendszámok kissé nagyobbak az európai standard méretnél. |     |

Speciális formátumok
(A rendszámok első felében található betűkódok.)
- BB: Az osztrák vasúttársaság, az ÖBB járműveinek rendszámai
- BD: Az osztrák busztársaság, a Kraftfahrlinien Bundesbus forgalmi járműveinek rendszámai
- FV: Az osztrák pénzügyi vezetés rendszáma
- GK: Konzuli hivatalnokok rendszáma Stájerországban
- JW: Az Igazságszolgáltatás rendszáma
- PT: Az osztrák posta és a Telekom Austria járműveinek a rendszáma
- ZW: Az osztrák Vám- és Pénzügyőrség járműveinek rendszámai

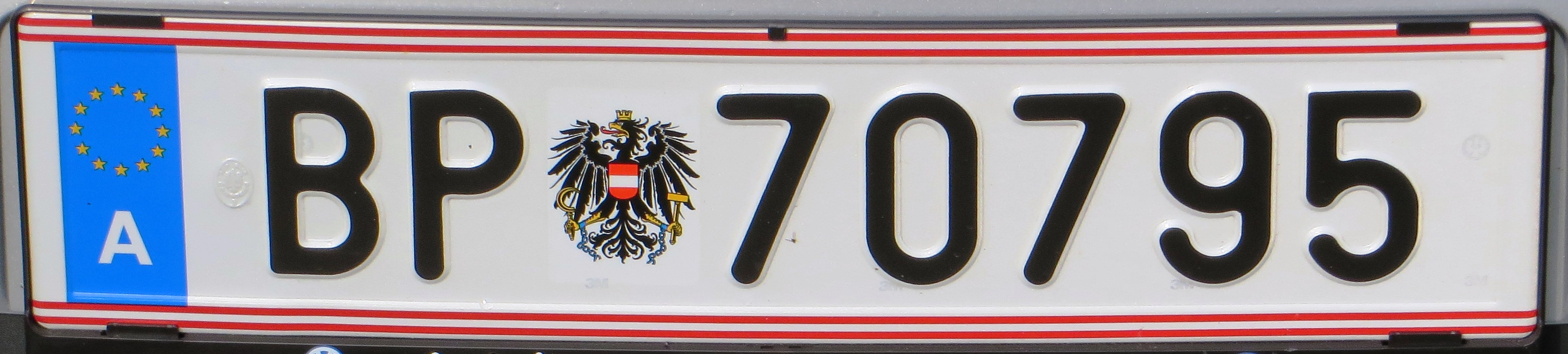
Rendőrségi rendszám
7 = Tirol

### Rendőrségi rendszámok
A jelenleg használt rendszámok lényegében megegyeznek a normál formátumúakkal azzal a különbséggel, hogy a területkód helyett fix BP betűt (Bundespolizei) használnak, a városcímer helyett pedig az osztrák címer látható, pl.: BP  18888.
A sorozatszám első számjegye a tartományokat jelöli, melyek a következők:
- 1 – Őrvidék (Burgenland)
- 2 – Karintia (Kärnten)
- 3 – Alsó-Ausztria (Niederösterreich)
- 4 – Felső-Ausztria (Oberösterreich)

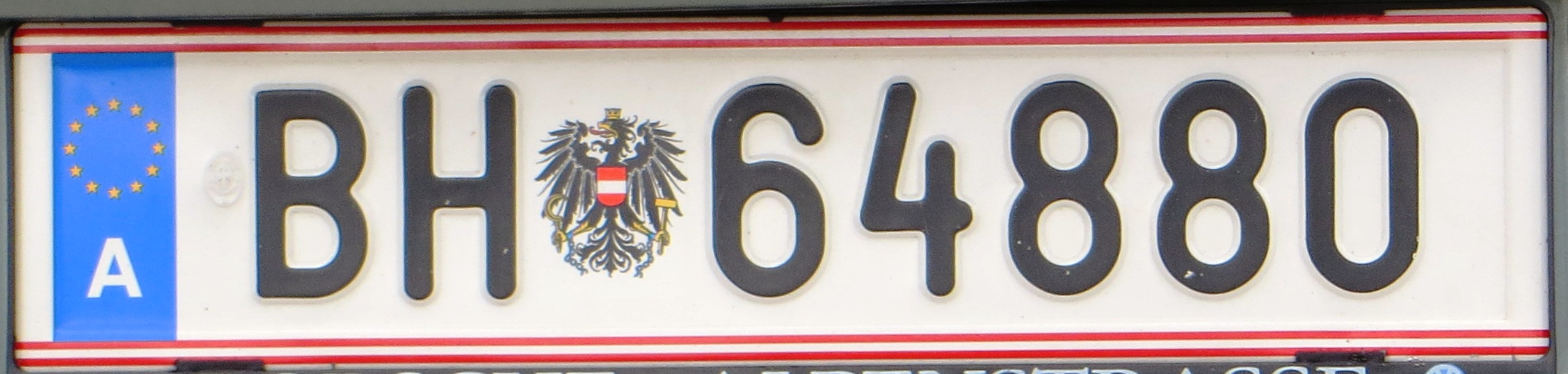
Katonai rendszám
6 = Stájerország

- 5 – Salzburg
- 6 – Stájerország (Salzburg)
- 7 – Tirol
- 8 – Voralberg
- 9 – Bécs (Wien)

### Katonai rendszámok
A jelenleg használt rendszámok lényegében megegyeznek a normál formátumúakkal azzal a különbséggel, hogy a területkód helyett fix BH betűket (Bundesheer) használnak, a városcímer helyett pedig az osztrák címer látható, pl.: BH  64880.
A sorozatszám első számjegye a tartományokat jelöli, melyek a következők:
- 1 – Őrvidék (Burgenland)
- 2 – Karintia (Kärnten)
- 3 – Alsó-Ausztria (Niederösterreich)
- 4 – Felső-Ausztria (Oberösterreich)
- 5 – Salzburg
- 6 – Stájerország (Salzburg)
- 7 – Tirol
- 8 – Voralberg
- 9 – Bécs (Wien)

Teherszállító járművek rendszáma inverz színű, azaz fekete alapon fehér karakterekkel írt.

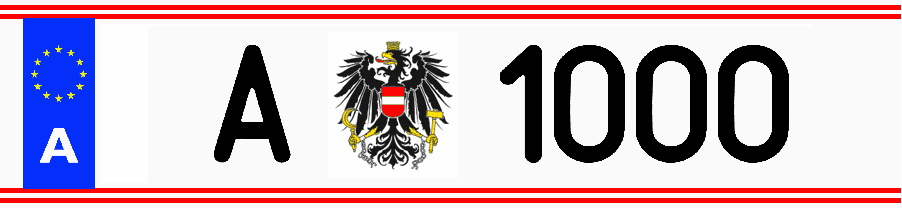
Elnöki rendszám

### Elnöki rendszám
Az elnök autójának hivatalos rendszáma, a tartományi címer helyén az osztrák címer található.

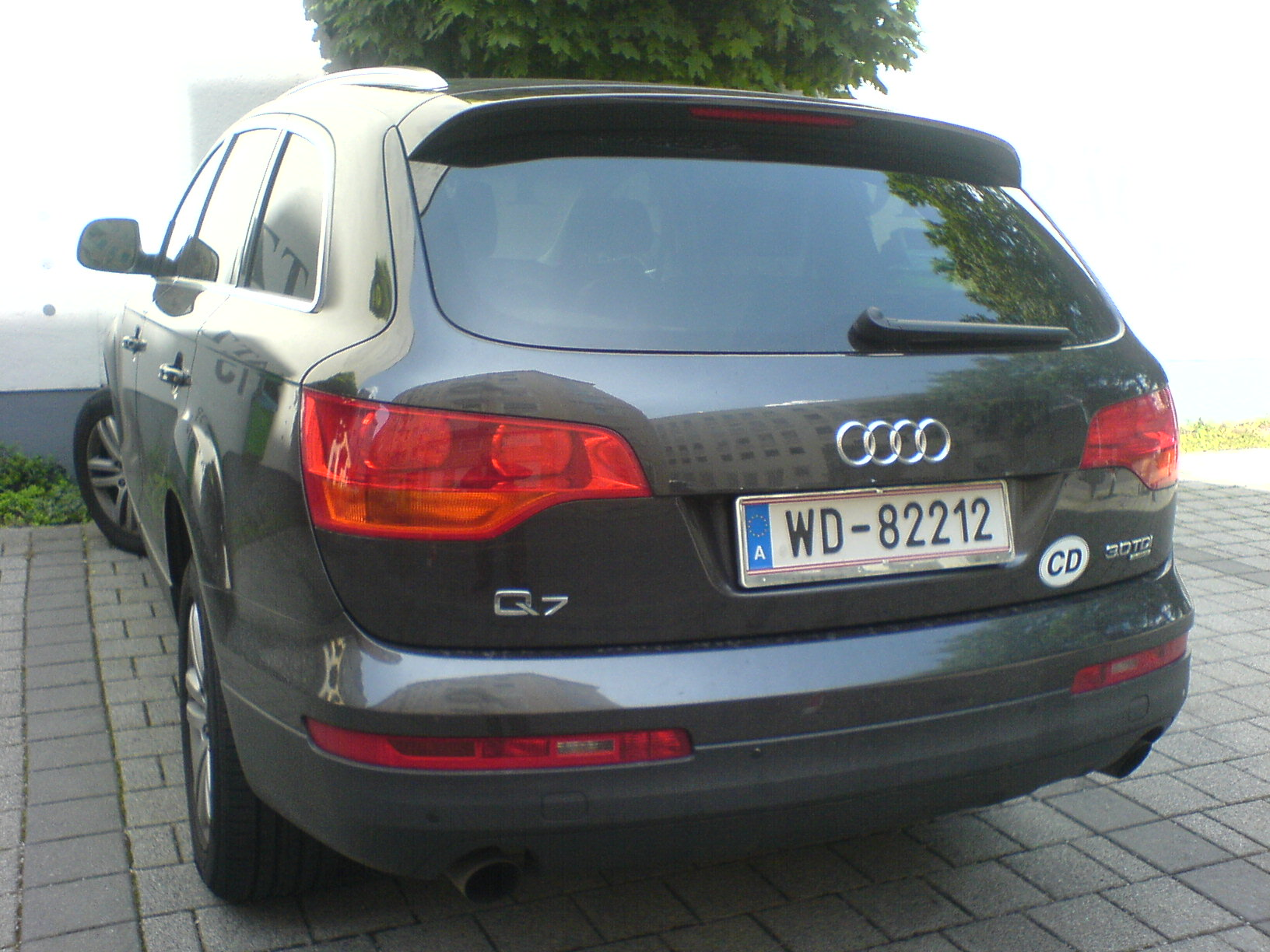
Az osztrák diplomáciai testületek rendszáma Bécsben

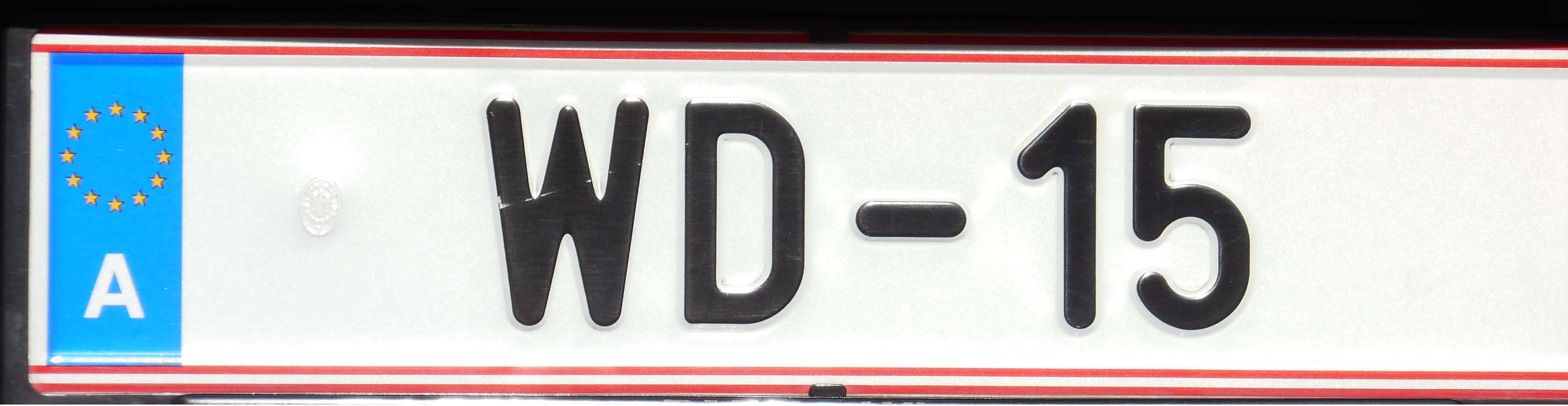
Diplomata rendszám
15 = Chile (W = Bécs)

### Diplomáciai rendszámok
A jelenleg használt rendszámok lényegében megegyeznek a normál formátumúakkal azzal a különbséggel, hogy a területkód helyett az adott tartomány kezdőbetűje után egy D betűt (Diplomatisches Korps), vagy K betűt (Konsularkorps) használnak, pl.: WD-88888.
A diplomáciai kód a következő lehet:
- D – Diplomáciai testület tagja
- K – Konzulátusi testület tagja

Számkódok táblázata:
| Kód | Ország                  | Kód | Ország                          | Kód | Ország                |
| --- | ----------------------- | --- | ------------------------------- | --- | --------------------- |
| 1   | Vatikán                 | 47  | Románia                         | 94  | Szenegál              |
| 2   | Dél-afrikai Köztársaság | 48  | Svédország                      | 95  | Jordánia              |
| 3   | Albánia                 | 49  | Svájc                           | 96  | OFID                  |
| 4   | Németország             | 51  | Csehország                      | 97  | Arab Liga             |
| 5   | USA                     | 52  | Thaiföld                        | 98  | Európai Unió          |
| 6   | Szaúd-Arábia            | 53  | Törökország                     | 99  | ?                     |
| 7   | Egyiptom                | 54  | Oroszország                     | 247 | OSCE                  |
| 8   | Argentína               | 55  | Ukrajna                         | 515 | Szlovákia             |
| 9   | Ausztrália              | 56  | Venezuela                       | 532 | OSCE                  |
| 11  | Belgium                 | 57  | Szerbia                         | 551 | Vietnám               |
| 12  | Brazília                | 58  | Ecuador                         | 622 | Kenya                 |
| 13  | Bulgária                | 59  | Tunézia                         | 623 | Azerbajdzsán          |
| 14  | Kanada                  | 61  | Marokkó                         | 624 | Zöld-foki Köztársaság |
| 15  | Chile                   | 62  | Kongói Demokratikus Köztársaság | 677 | Etiópia               |
| 16  | Kolumbia                | 63  | Algéria                         | 678 | Örményország          |
| 17  | Dél-Korea               | 64  | Kína                            | 681 | ?                     |
| 18  | Kuba                    | 65  | Szíria                          | 712 | Szlovénia             |
| 19  | Dánia                   | 66  | Líbia                           | 718 | Észak-Macedónia       |
| 21  | Luxemburg               | 67  | Costa Rica                      | 723 | Montenegró            |
| 22  | Spanyolország           | 68  | CTBTO                           | 726 | Észtország            |
| 23  | Finnország              | 69  | Guatemala                       | 728 | Lettország            |
| 24  | Franciaország           | 71  | Elefántcsontpart                | 846 | Málta                 |
| 25  | Egyesült Királyság      | 72  | Malajzia                        | 848 | ?                     |
| 26  | Görögország             | 73  | Új-Zéland                       | 853 | Tádzsikisztán         |
| 27  | Magyarország            | 74  | Fülöp-szigetek                  | 858 | Kazahsztán            |
| 28  | India                   | 75  | Nigéria                         | 859 | Grúzia                |
| 29  | Indonézia               | 76  | Omán                            | 872 | Kína ?                |
| 31  | Irak                    | 77  | Írország                        | 891 | Angola                |
| 32  | Irán                    | 78  | Észak-Korea                     | 982 | Ciprus                |
| 33  | Izrael                  | 79  | Katar                           | 995 | Bolívia               |
| 34  | Olaszország             | 81  | IAEA                            |     |                       |
| 35  | Japán                   | 82  | UNIDO                           |     |                       |
| 36  | Libanon                 | 83  | UNHCR                           |     |                       |
| 37  | Mexikó                  | 84  | UNCB?                           |     |                       |
| 38  | Norvégia                | 85  | UNRWA                           |     |                       |
| 39  | Máltai lovagrend        | 86  | Nicaragua                       |     |                       |
| 41  | Pakisztán               | 87  | IAEA                            |     |                       |
| 42  | Panama                  | 88  | Kuvait                          |     |                       |
| 43  | Hollandia               | 89  | UNIDO                           |     |                       |
| 44  | Peru                    | 91  | OPEC                            |     |                       |
| 45  | Lengyelország           | 92  | IOM                             |     |                       |
| 46  | Portugália              | 93  | Egyesült Arab Emírségek         |     |                       |

## Korábbi rendszámok

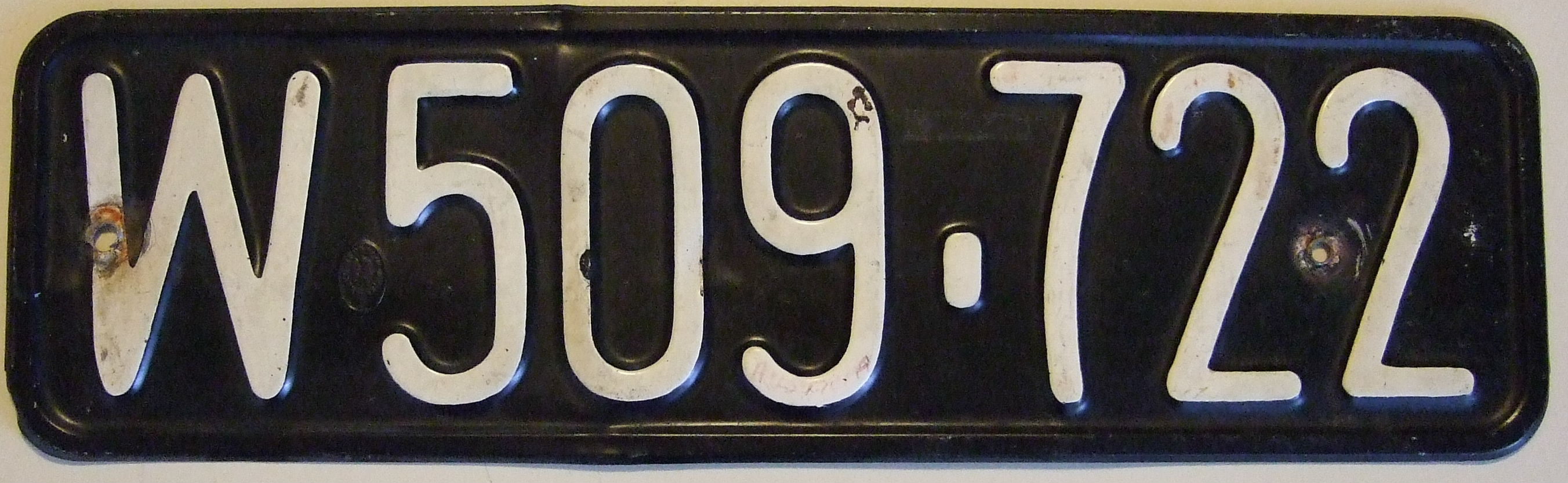
Régi osztrák rendszám
W = Bécs (Wien)

## Fordítás
Ez a szócikk részben vagy egészben  a   Vehicle registration plates of Austria című angol Wikipédia-szócikk ezen változatának fordításán alapul.  Az eredeti cikk szerkesztőit annak laptörténete sorolja fel. Ez a jelzés csupán a megfogalmazás eredetét és a szerzői jogokat jelzi, nem szolgál a cikkben szereplő információk forrásmegjelöléseként.

## Külső hivatkozások
- A Wikimédia Commons tartalmaz Ausztriai forgalmi rendszámok témájú kategóriát.
- Osztrák rendszámok a Plates.Gaja.hu-n
- Osztrák rendszámok a PlatesPortalon